# Radio Bruxelles Capitale
 (décembre 2019).
Radio Bruxelles Capitale était une station de radio belge francophone de la RTBF émettant sur la fréquence 99,3 MHz. La station nait le 1er septembre 1991 avant de fusionner avec Fréquence Wallonie pour devenir VivaCité dès 2004. 

## Historique
La création de Bruxelles Capitale est le résultat d'un « élargissement » du décrochage bruxellois de 6h30 à 9 heures sur Radio 21, décrochage qui a gagné une fréquence et une identité propre avec Radio Bruxelles Capitale. 
Dans un premier temps, la station n'émet que de 6h30 à 19 heures sur le 99,3 MHz, Radio 21 étant diffusée sur cette fréquence (en simultanée avec sa propre fréquence 93,2 MHz) pendant les heures inoccupées par Bruxelles Capitale. 
Bruxelles Capitale disparait le 29 février 2004 lors du plan Magellan par sa fusion avec Fréquence Wallonie pour devenir VivaCité. Un décrochage bruxellois est néanmoins proposé durant certaines tranches horaires sur cette dernière.

## Equipe
Dès son lancement, Bruxelles Capitale est dirigée par Marc Vossen. Xavier De Bruyn lui succède en 2000. 
Parmi les animateurs de la radio figurent Jean-Pierre Hautier, Claude Delacroix, Jean-Pascal Ledoux, Catherine Massart, Laurent Haulotte, Pierre Joye, Anne Garfunkel ou encore Thomas Van Hamme.